# أزجور التركي
أزجور التركي أو أرخوز بن أولوغ طرخان التركي قائد عسكري تركي في خدمة الدولة العباسية. كان لفترة وجيزة والي مصر سنة 254هـ/ 868م. وكان آخر ولاة مصر العباسيين قبل تأسيس أحمد بن طولون الدولة الطولونية كإمارة شبه مستقلة.

## سيرته
ولد أزجور في بغداد لألوغ طرخان، وهو تركي يحتمل أن يكون له مكانة عالية، سار أزجور مع مزاحم بن خاقان إلى مصر بجيش لتعزيز والي مصر يزيد بن عبد الله بن دينار، الذي كان يواجه صعوبة في التعامل مع عدد من الثورات، بما في ذلك ثورة جابر بن الوليد.
وبعد تولى مزاحم ولاية مصر في 3 ربيع الأول سنة 253 هـ، أصبح أزجور صاحب الشرطة، وساعد في قمع تمرد جابر بن الوليد، وخاض معركة ضده في منطقة الجيزة، فرض أزجور التركي أثناء إدارة مزاحم عددًا من الشعائر التي كانت غريبة في السابق على مصر. فمُنعت النساء من دخول الحمامات والمقابر، وسجن المؤنَّثين والنوائح، ومنع من الجهر ببسم اللَّه الرَّحْمَن الرحيم فِي الصلوات بالمسجِد الجامع، وحُظِر الرثاء في الجنازات. أمر بأداء الآذان من خلف المسجد، وأخذ أهل المسجد الجامع بتمام الصفوف، وأمر أهل الحلَق بتحويل وجوههم إلى القِبلة قبل إقامة الصلاة، ومنع من المساند التي يُستند إليها، ومنع من الحصُر التي يجعلها الناس لمجالسهم فِي المسجد، وأمر أن تُصلَّى التراويح فِي شهر رمضان خمس تراويح، ومنع أزجُور من التثويب، وأمر بالأذان يوم الجمعة فِي مُؤَخَّر المسجِد. ثمّ صُرف أزجُور عَن الشُّرَط فِي ذي القعدة سنة 253 هـ، وأُفرد بها محمد بْن إِسْبَنْدِيار. لكن ظل أزجور شخصية مؤثرة، وبعد وفاة مزاحم في 5 محرم سنة 254 هـ استخلف ابنه أحمد بن مزاحم بن خاقان وولى الشرطة مرة أخرى.
ثمَّ ولِيَها أزجُور باستخلاف أحمد بن مزاحم بن خاقان عَلَى صلاتها فجعل عَلَى شُرَطه بُولغيا، وخرج فِي إِمرته رجُل من العلَويّين، يقال لَهُ: بُغا الأكبر وهو أحمد بْن إبراهيم بْن عبد الله بْن طَباطَبا إبراهيم بْن إسماعيل بْن إبراهيم بْن حسن بْن حسن خرج بالسانه من الصعيد، فبعث إِلَيْهِ أزجُور بأربعمائة رجُل لمحاربته، فهرب بُغا منهم ومات، فولِيَها إلى شهر رمضان سنة 254 هـ، ولِيَها خمسة أشهُر ونصفًا، ثمَّ خرج منها إلى الحج في ذي القعدة سنة 254 هـ.
وبعد ذلك حل محله أحمد بن طولون.